# Chumphon United FC
Der Chumphon United Football Club (thailändisch สโมสรฟุตบอลชุมพร ยูไนเต็ด) ist ein thailändischer Fußballverein aus der Provinz Chumphon. Ab der Spielzeit 2025/26 spielt der Verein in der Southern Region der dritten Liga, der Thai League 3.

## Geschichte
Der Verein wurde 2023 oder 2024 gegründet. In der Saison 2023/24 nahm der Klub am FA Cup teil. Hier musste man sich jedoch in der Qualifikationsrunde dem Roi Et PB United FC mit 4:0 geschlagen geben. 2025 nahm der Klub an der viertklassigen Thailand Semi-Pro League teil. Hier trat man mit dem Samui United FC in der Southern Region an. Nach vier Spielen konnte man sich für die dritte Liga qualifizierten.

## Erfolge
- Thailand Semi-Pro League (South): 2025 (2. Platz)  ▲

## Stadion
Der Verein trägt seine Heimspiele im Thai National Sports University Chumphon Campus Stadium in der Provinz Chumphon aus. Das Stadion hat ein Fassungsvermögen von 1500 Personen.

## Saisonplatzierung
| Saison  | Liga                             | Liga                          | Liga                          | Liga                          | Liga                          | Liga                          | Liga                          | Liga                          | Liga                          | Pokal               | Pokal      | Pokal  |
| Saison  | Liga                             | Level                         | Spiele                        | S                             | U                             | N                             | Tore                          | Punkte                        | Position                      | FA Cup              | League Cup | T3 Cup |
| ------- | -------------------------------- | ----------------------------- | ----------------------------- | ----------------------------- | ----------------------------- | ----------------------------- | ----------------------------- | ----------------------------- | ----------------------------- | ------------------- | ---------- | ------ |
| 2023/24 | Keine Teilname am Ligabetrieb    | Keine Teilname am Ligabetrieb | Keine Teilname am Ligabetrieb | Keine Teilname am Ligabetrieb | Keine Teilname am Ligabetrieb | Keine Teilname am Ligabetrieb | Keine Teilname am Ligabetrieb | Keine Teilname am Ligabetrieb | Keine Teilname am Ligabetrieb | Qualifikationsrunde | –          | –      |
| 2025    | Thailand Semi-Pro League – South | 4                             | 4                             | 0                             | 2                             | 2                             | 2:6                           | 2                             | 2. ▲                          | –                   | –          | –      |
| 2025/26 | Thai League 3 – South            | 3                             |                               |                               |                               |                               |                               |                               |                               |                     |            |        |

## Aktueller Kader
Stand: Saisonende 2024/25
| Nr. |          | Position | Name                  |
| --- | -------- | -------- | --------------------- |
| 1   | Thailand | TW       | Anuwat Khotchaphakdee |
| 2   | Thailand | AB       | Sorawid Dumratkan     |
| 3   | Thailand | AB       | Rattapoom Kanjanakorn |
| 4   | Thailand | MF       | Jirawat Phitkhiri     |
| 5   | Thailand | MF       | Kongsak Phumruangnam  |
| 7   | Thailand | MF       | Sitthiphon Lakthanu   |
| 9   | Thailand | ST       | Suwan Thonghai        |
| 10  | Thailand | ST       | Rachata Intharason    |
| 11  | Thailand | ST       | Pongpak Songprapa     |
| 12  | Thailand | MF       | Veerapong Zuiyang     |
| 13  | Thailand | AB       | Nattawut Keawrum      |

| Nr. |          | Position | Name                       |
| --- | -------- | -------- | -------------------------- |
| 14  | Thailand | MF       | Ruttasat Kanjanakorn       |
| 17  | Thailand | ST       | Veerasak Butbour           |
| 21  | Thailand | AB       | Sarunyu Intharasuwan       |
| 22  | Thailand | TW       | Naruebet Srisombun         |
| 30  | Thailand | ST       | Kittipong Baukaw           |
| 35  | Thailand | MF       | Phanuwat Sanee             |
| 36  | Thailand | AB       | Worapong Ma-aiam           |
| 66  | Thailand | AB       | Kritsana Chaimongkonrat    |
| 69  | Thailand | MF       | Papon Watthanaphumchu      |
| 91  | Thailand | ST       | Setthaphong Sintuwongsanon |